# Archeologia (romanzo)
Archeologia è un romanzo breve di fantascienza dello scrittore italiano Franco Ricciardiello; la versione definitiva è una rielaborazione di una precedente racconto lungo apparso sulla rivista Futuro Europa diretta da Lino Aldani e Ugo Malaguti nel 1989.
La storia ha la struttura narrativa di un giallo e si basa su una scoperta scientifica futuribile, che l'autore chiama “commutazione”, consistente nel travaso della coscienza di un essere umano nel corpo di un altro. La macchina per la commutazione è programmata in modo da scambiare identità all'interno di un gruppo di partecipanti volontari, preferibilmente coppie, mentre l'etichetta della commutazione prevede che non sia obbligatorio comunicare agli altri chi è l'identità trasferita in un determinato corpo.
Il titolo del racconto è tratto da una canzone di Roberto Vecchioni, dal suo secondo album Saldi di fine stagione.

## Trama
In un futuro imprecisato, Franziska convince il nuovo marito Finn a trascorrere una vacanza in un antico santuario insieme ai propri amici, che lui ancora non conosce. Scopo del ritrovo è dare corso a una “commutazione”, operazione che grazie a una tecnologia avanzatissima permette di scambiare corpo ai partecipanti che si collegano a un'apposita macchina; scopo sociale della commutazione, come dice il protagonista Finn, è “riandare con la memoria a quegli anni così distanti nel passato da risultare perduti all'esperienza” In realtà si tratta di un “gioco” a sfondo erotico per vincere la noia di una vita la cui durata si è enormemente allungata (per esempio una delle protagoniste, Tersicore, ha “novant'anni meno di Finn”
In totale giungono nel monastero sconsacrato e isolato quattro coppie; tranne Finn, che ha sposato Franziska solo un anno fa, tutti gli altri sono amici intimi e di lunga data e, soprattutto, erano presenti alla commutazione di dieci anni prima, durante la quale è morto il precedente marito di Franziska, Hannibal. Finn sa che la moglie ha acconsentito a questa nuova commutazione, proposta con insistenza dall'amico Valerio, allo scopo di scoprire l'assassino.
All'ora prevista, gli otto partecipanti si ritirano ognuno in un cubicolo ricavato dalla celletta di un monaco dell'ex convento. Dopo il collegamento, Finn tenta il solito gioco di indovinare in quale corpo ha commutato prima ancora di guardarsi allo specchio; ma è un trauma scoprire che si è trasferito nel corpo di Tersicore. Non è mai accaduto, per quanto ne sa, che durante una commutazione un partecipante si in un corpo di sesso diverso.
Una delle motivazioni non confessate della commutazione è una sorta di legalizzazione dello scambio di coppia. Per questo motivo Tristram, il marito di Tersicore, si aspetta qualcosa da lei, senza sapere che nel suo corpo è commutato un uomo. Quando Finn/Tersicore si rifiuta, Tristram lo/la prende con la forza.
Immediatamente dopo il risveglio, il corpo di Finn ha avuto un malore; il protagonista comprende che è avvenuto perché, contrariamente a ciò che pensano gli altri, ha commutato in maniera incrociata con l'essenza di Tersicore, una donna dunque, che come lui non si aspettava uno scambio con l'altro sesso.
Finn/Tersicore evita Tristram, anzi si trasferisce nella stanza di Franziska, che ha rinunciato a giacere con il corpo di Finn.  Tutti sembrano impegnati nel consueto gioco della commutazione, cioè scoprire quale essenza si nasconda in ogni corpo. Una delle particolarità dello scambio di identità è che i ricordi del corpo ospite si sovrappongono, fino a un certo grado, con quelli dell'essenza ospitata, specialmente per le abilità manuali, come la pittura e la conoscenza della musica.
I rapporti tra i partecipanti sono comunque guastati dai sospetti sulla morte di Hannibal e anche dal fatto che l'anomalia della quale solo Finn e Tersicore sono a conoscenza avvelena l'ambiente. A un certo punto si sparge la voce che nel corpo di Finn c'è l'essenza di Tristram, e che è lui l'assassino di Hannibal: il morto aveva infatti intrattenuto una lunga relazione extraconiugale con Tersicore. Emarginato e braccato, il corpo di Finn rimane vittima di un incidente e muore tragicamente. Il protagonista è condannato a rimanere nel corpo di una donna per il resto della vita.
Tutti i partecipanti sono sconvolti da ciò che è avvenuto. Il protagonista aveva già avuto sentore di qualcosa di grave perché ha visto una telecamera temporale, di quelle che la polizia del futuro invia indietro nel tempo per cercare prove di delitti. Mentre tutti si preparano per la commutazione inversa, il ritorno nel proprio corpo, Finn/Tersicore tenta freneticamente di ricostruire cos'è accaduto la volta precedente, e i flussi di scambio dei corpi perché è estremamente importante per lui sapere se chi ha ucciso Hannibal sia ancora pericoloso. Arriva alla giusta conclusione proprio nel momento in cui il colpevole se ne rende conto, e colpisce per primo per liberarsi di lui.

## Personaggi
In ogni coppia i nomi di moglie e marito iniziano con la stessa lettera
- Finn, il protagonista, marito di Franziska;
- Franziska, moglie di Finn e ex moglie di Hannibal, deceduto durante una Commutazione precedente.
- Liam, marito di Lleida.
- Lleida, rossa, moglie di Liam.
- Tersicore, bionda, moglie di Tristram.
- Tristram, pittore, marito di Tersicore.
- Valentina, bruna, musicista, moglie di Valerio.
- Valerio, marito di Valentina.

## Critica
Il tema dello scambio mentale, antico come la fantascienza, è utilizzato - secondo Ugo Malaguti - con rigore e suggestione da Franco Ricciardiello in questo romanzo breve.
(Franco Ricciardiello, Archeologia)
Intenzione dell'autore era scrivere un giallo ambientato in una campagna nebbiosa lontano dalla civiltà, perché al tempo della stesura (settembre/novembre 1987) non aveva interesse nel futuro delle tecnologie non sostenibili. Le potenzialità letterarie del concetto dello scambio di corpo, o scambio mentale (che l'autore chiama “commutazione”) vengono utilizzate non solo in chiave fantascientifica, ma soprattutto per sviluppare una trama thriller che mescola diversi piani di scrittura: intrigo, rigorosa analisi psicologica e estrapolazione di un possibile e realistico futuro.
(Andrea Vaccaro)
Nella versione della prima edizione, il romanzo breve si classificò terzo al Premio Italia 1991.

## Edizioni
- Franco Ricciardiello, Archeologia, Futuro Europa 5, Perseo Libri, 1989.
- Franco Ricciardiello, Saluti dal lago di Mandelbrot, eBook, Delos Books, 1998.
- Franco Ricciardiello, Archeologia, eBook, Kipple Officina Libraria, 2011, ISBN 978-88-95414-69-0.